# Leucip
|  | Per a altres significats, vegeu «Leucip (fill de Perieres)». |

Leucip (grec antic: Λεύκιππος)  (Milet, segle V aC - segle V aC) fou un filòsof grec originari d'Elis o de Milet, o potser d'Abdera. La seva filosofia es contraposa a la de Parmènides i Xenòfanes de Colofó. Fou el fundador de l'atomisme, teoria que constitueix una bona anticipació de la física moderna. Les seves teories tenen alguns paral·lelismes amb les d'Anaxàgores i Empèdocles. Sembla que va ser mestre de Demòcrit. Epicur va negar la seva existència, però l'evidència d'Aristòtil és suficient per establir que existia i que era abans en data que Demòcrit.
Milet, Abdera i Elis es disputen ser el lloc del seu naixement, la primera sense més motiu que ser el lloc de naixement de molts filòsofs, la segona per ser ciutat de Demòcrit, el difusor de la teoria atomicista, i la tercera perquè fou un suposat seguidor de l'escola eleàtica. La seva època és força incerta i, probablement, caldria situar-lo a la primera meitat del segle v aC.
Diògenes Laerci va exposar algunes de les seves doctrines i també, parcialment, Aristòtil. Afirma que la realitat està formada per petites partícules indivisibles i infinites (àtoms) que es mouen en el no-res (buit). Efectivament, es parla de Leucip com a mestre de Demòcrit, però amb prou feines es tenen dades de la seva vida i obra i, fins i tot, s'ha arribat a dubtar de la seva existència. Encara més: hi ha qui afirma la hipòtesi que Leucip només fou un pseudònim de Demòcrit.
Se li atribueixen l'escriptura de la Gran ordenació del cosmos, en què va fer una explicació de l'ocàs dels cossos celestes i sobre la forma de la Terra, que venia a ser un resum de les teories jònies però amb la intervenció d'àtoms unint-se.